# تشقاكبود (مقاطعة إسلام آباد غرب)
تشقاكبود (بالفارسية: چقاکبود) هي قرية تقع في قسم حومة الجنوبي الريفي (مقاطعة إسلام آباد غرب) في إيران. يقدر عدد سكانها بـ 1,601 نسمة .